# Hejná
Hejná är en ort i Tjeckien.   Den ligger i regionen Plzeň, i den sydvästra delen av landet, 100 km sydväst om huvudstaden Prag. Hejná ligger 474 meter över havet och antalet invånare är 159.
Terrängen runt Hejná är platt norrut, men söderut är den kuperad. Runt Hejná är det ganska glesbefolkat, med 28 invånare per kvadratkilometer. Närmaste större samhälle är Strakonice, 16,8 km öster om Hejná. Omgivningarna runt Hejná är en mosaik av jordbruksmark och naturlig växtlighet.